# Bollo de pescado
El Bollo, llamado Tamal en provincias como Esmeraldas y Loja, es uno de los diversos platos típicos de la  Gastronomía de Ecuador que surgieron con la mezcla de las culturas costeñas. Es una envoltura de masa de verde o plátano con pescado, como Albacora, Bonito y Wahoo, lleva maní molido y es envuelto con hojas de plátano.
El bollo disputa su provenir ente Manabí y Esmeraldas. Según un reportaje del diario El Universo, el bollo proviene de Esmeraldas, mientras que otros escritos señalan que su origen es guayaquileño. Pero actualmente la preparación de este plato se ha expandido por todo el país. Así mismo, varios cantones manabitas, lo comercializan este plato con diferente sazón y también variados ingredientes. En los recintos montubios como Salitre, General  Vernaza, La Victoria, Junquillal y otras se adjudican la creación del bocado. En los restaurantes de estos poblados el bollo preparado con pescados de agua dulce como el Bocachico forma parte del mejor de sus menús. En estos locales el bollo también tiene diversas variaciones. Por ejemplo, en zonas cercanas a los cantones  Daule y Nobol se preparan bollos rellenados con vísceras de cerdo cocido que se venden en puestos en las carreteras.